# Yoshiko av Japan
Yoshiko av Japan, född 1114, död 1176, var en japansk kejsarinna, gift med sin brorson kejsar Nijō. 